# أبو إسحاق الحويني
حجازي محمد يوسف شريف اشتَهَر بكنيته أبي إسحاقَ الحُوَينيّ (1375 – 1446هـ/1956 – 2025م)، عالم ومحدِّث سنِّي مصري، وداعية مؤثِّر، يُعَدُّ من أبرز شيوخ السلفية في مصر، وله عِدَّةُ مؤلفاتٍ وتحقيقات، وتأثر بالشيخ المحدِّث محمد ناصر الدين الألباني. كان يخطُب جمعتين في الشهر بمسجد شيخ الإسلام في مسقط رأسه، وكان له برنامج أسبوعي في قناة الناس بعنوان «فضفضة»، وفي قنوات الحكمة، والرحمة، والندى التي أشرف عليها.

## اسمه ومولده
هو حِجازي بن محمد بن يوسف بن شريف؛ أبو إسحاق الحويني، الأثري المِصري موطنًا ومولدًا ونشأةً. وقد سمَّاه والدُه حجازي عند عودته من أداءِ فريضة الحج؛ من بلاد الحجاز.
تَكنَّى في مطلع طلبه للعلم (بأبي الفضل) لتعلقه بالحافظ ابن حجر، ثم ارتبط بكتب أبي إسحاق الشاطبي، فحُبِّبَت إليه كنيتُه، وتعلق بها لما علم أنها للصحابي الجليل سعد بن أبي وقَّاص؛ فعُرفَ واشتَهَر بعد ذلك بين الناس بأبي إسحاق الحويني.
(وأما الأثري)؛ فهو المشتغل بعلم الحديث والأثر، والمتَّبع في عقيدته ومنهجه لِما صحَّ منها، وما أُثر عن السلف الصالح منها. وقد عُرِف بها الحُوَيني؛ إذ كان يكتبها على أغلفة مؤلفاته الأولى، ثم تركها تخفيفًا، وخشية أن يُظنَّ أن ذكرها للتفاخُر أو تزكية النفس، وإن كان ذكرُها على سبيل الإخبار لا إشكالَ فيه.
وُلِد أبو إسحاق الحُوَيني يوم الأحد غُرَّة ذي القَعْدة عام 1375 هـ الموافق 10 يونيو 1956م، في قرية حُوَين بمحافظة كفر الشيخ بمصر، وتبعُد القرية عن عاصمة المحافظة نحو 13 كيلومترًا، وفيها نشأ.

## نشأته وتحصيله
نشأ في أسرة من الطبقة المتوسطة تشتغل بالزراعة، وتنقَّل بين قرى كفر الشيخ أيام دراسته الابتدائية والمتوسطة حتى السنةِ الأخيرة من المرحلة الثانوية؛ إذ ارتحل إلى العاصمة القاهرة ليبقى مع أخيه، وبدأ هناك بحضور محاضرات الشيخ عبد الحميد كشك. التحقَ بجامعة عين شمس في كلية الألسُن قسم اللغة الإسبانية. يقول الحويني: إن دراسته لكتاب الشيخ محمد ناصر الدين الألباني (السلسلة الضعيفة) مدَّة سنتين أيام دراسته الجامعية كانت أعظمَ فائدةً من كل سِني التحصيل العلمي الأُخرى. وكان يعمل في (بقالة) صغيرة نهارًا ويسهر ليلًا على مطالعة كتب الشيخ الألباني، ومع ذلك كان الأولَ على صفِّ اللغة الإسبانية.
وسبب التحاقه بقسم اللغة الإسبانية هو رغبته في «أن يتساوى مع الطلَّاب ويتفوَّق عليهم»، وكان الأولَ دائمًا على زملائه حتى السنة الأخيرة، وتخرَّجَ بترتيب امتياز، وحصل على بعثة دراسية لاستكمال تعليمه في إسبانيا، لكنه لم يستمرَّ طويلًا لكرهه المعيشة هناك.
كان لقراءته كتبَ الشيخ الألباني أثرٌ كبير في نفسه، ودافع له إلى المزيد من القراءة في علم الحديث. ودرس على يد الشيخ محمد نجيب المُطيعي حتى تعرَّض للاعتقال، وبعد خروجه مضى إلى السودان ومنها إلى السعودية. وذهب إلى الأردن وقضى شهرًا في صحبة الشيخ الألباني، ثم عاد إلى السعودية والتقى الشيخَ صالح آل الشيخ، والشيخ ابن عثيمين، وتردَّد إلى المساجد والمجالس العلمية التي يقيمها العلماء والمشايخ.

## طلبه العلم
تعلَّق الحويني منذ صِغره باللغة العربية وآدابها، فكان يقرأ القصصَ الأدبية مثل «النظرات» و«العبَرات» لمصطفى لطفي المنفلوطي، و«شارع الذكريات» لجليل البنداري. ثم أقبل على كتب مصطفى صادق الرافعي، ومحمود شاكر الذي تأثَّر به جدًّا، وقرأ أيضًا لعباس محمود العقاد، وتوفيق الحكيم، ويحيى حقي صاحب رواية «قنديل أم هاشم» ولغيرهم.
ثم أقبلَ على الشِّعر بنهَمٍ فقرأ أشعار البارودي، وأحمد شوقي، وحافظ إبراهيم، وعلي الجارم، ومحمود حسن إسماعيل وغيرهم. وكان البارودي مُحَبَّبًا إليه، فهو الذي غرس في قلبِه بذرة تذوُّق الشعر، ويرى الحويني أنه يستحق لقبَ "متنبي العصر".
ثم تعلَّق بكتب العلم الشرعي، فبدأت رحلته الحقيقية في طلب العلم. كان يَسعى جاهدًا في تفريغ وقتِه للعلم، فأخذ القرآن عن خاله عبد الحي زيَّان وكان متقنًا للقراءات ثم أقبل بكليته على علم الحديث الشريف، وكتب السنَّة.

## رحلاته إلى الألباني
للحُوَيني رحلتان مشهورتان إلى للشيخ المحدِّث محمد ناصر الدين الألباني، الأولى في شهر المحرَّم سنة 1407هـ، والثانية في شهر ذي الحِجَّة سنة 1410هـ. وفيهما ألقى عشرات المسائل على الشيخ الألباني، في علوم الحديث والجرح والتعديل وغيره، وقد ذكر أنه سأل الألباني قرابة مئتي سؤال في علل الحديث فقط. وكانت له مع الألباني سؤالات أُخرى في علوم الشريعة، وبعض الأسئلة في حُكم البرلمانات المعاصرة، والأحزاب.

## مشايخه
- ابن باز، حضر دروسه بالجامع الكبير والمسجد الذي كان بجوار بيته بمدينة جُدَّة.
- محمد بن صالح العثيمين، حضر دروسه بالمسجد الحرام.
- محمد ناصر الدين الألباني، وهو أقرب مشايخه إلى قلبه، وقد تَلْمَذ على يده وتأثَّر بكتبه وتحقيقاته الحديثية.
- عبد الله بن قعود، حضر عنده شرح كتاب «البرهان في أصول الفقه» لإمام الحرمين الجُوَيني، وكان القارئ يومئذٍ الشيخ صالح آل الشيخ.
- ابن جبرين.
- عبد الحي زيان (خاله)، أخذ عنه القرآن الكريم وتجويده.
- محمد نجيب المُطيعي، أخذ عنه أصول الفقه، وأصول علم الحديث، ودرس عليه ما تيسَّر من «صحيح البخاري»، و«المجموع للنووي» في الفقه الشافعي، و«الأشباه والنظائر» للسُّيوطي، و«إحياء علوم الدين» للغزالي.
- عبد الفتاح الجزَّار، أخذ عنه اللغة العربية، وكان الحويني بعدما اشتَهَر بين الناس إذا رأى أستاذه الجزَّار في المسجد سارع إليه وقدَّمه لإلقاء كلمة، وكان الشيخ يُجِلُّه ويُثني عليه كثيرًا.
- تَلْمَذ في الجامع الأزهر لجماعة من أساتذة العلوم الشرعية المختلفة، منهم الدكتور موسى شاهين لاشين الذي كان رئيسًا لقسم الحديث في كلية أصول الدين جامعة الأزهر.
- تلقَّى العلم على كثير من العلماء ممَّن لقيهم في مصر وغيرها من البلدان، في رحلاته الدعوية ولأداء المناسك.[5]

## ثناء العلماء عليه

أثنى على الحويني جماعةٌ من أهل العلم والفضل منهم:
- أثنى عليه شيخه الألباني حين قال له: «صَحَّ لك ما لم يصحَّ لغيرك». وأثنى عليه في مواضعَ متفرقةٍ من كتبه، ووصفه بصديقنا الفاضل، وأثنى على كتابه «غَوث المَكدُود» فقال في «السلسلة الصحيحة» 5/ 586: ونبَّهَ على ذلك صديقُنا الفاضل أبو إسحاق الحويني في كتابه القيِّم: «غوث المكدود في تخريج مُنتقى ابن الجارود» وقد أهدى إليَّ الجزء الأول منه جزاه الله خيرًا. وذكر الشيخ الألباني أيضًا: أنه من إخوانه الأقوياء في علم الحديث، كما في «السلسلة الصحيحة» 2/ 720.
- أوصى به الشيخ عبد العزيز الراجحي، حين سأله سائل: على مَن أطلب العلم في مصر؟ فأجابه: «على أبي إسحاق الحويني، الشيخ أبو إسحاق مُحدِّث، من علماء الحديث».
- شهد بعلمه الشيخ مشهور حسن آل سلمان قائلًا: «أشهد الله أن أبا إسحاق من علماء الحديث، ومن أهل الحديث الراسخين فيه، ولم أرَ شيخنا الألباني فرِحًا بأحدٍ كما رأيتُه فرحًا بقدوم الشيخ أبي إسحاق. ومجالسُهُ مع الشيخ الألباني محفوظة، تُنبِئُ عن علمٍ غزير، بل عن تدقيقٍ قلَّ أن يصلَ إليه أحد».
- قال الشيخ أحمد النقيب عنه: «الشيخ أبو إسحاق في جملة واحدة: يعيش بالدين، وللدين، وفي الدين، وليس له همٌّ إلا الدين».
- بيَّن رفيقُ دربه في الدعوة الشيخ محمد حسين يعقوب أثره بقوله: «ما أحرقَ أهلَ البدع إذا سمعوا اسمَك، وما أشدَّ ألمَ أهل السنَّة إذا غابَ رسمُك، أنا والحويني أمَّة واحدة».
- أثنى عليه من مشايخه وأقرانه وتلامذته، جمٌّ كثير يطول المقام جِدًّا بذكرهم.[5]

## أسرته
تزوَّج الشيخ أبو إسحاق الحويني مرتين؛ زوجته الأولى كانت لها مكانة خاصَّة في حياته، ويُروى أنها هي من اختارت له زوجته الثانية،  ممَّا يُبرز طبيعة عَلاقة المودَّة بينهما. أثمر زواجه من الاثنتين عددًا كبيرًا من الأبناء، فقد رُزق اثني عشر ابنًا. وكان الشيخ حريصًا على تربيتهم على الدين والاستقامة وطلب علوم الشريعة، ومن أبرز أبنائه المعروفين: حاتم، وهيثم، وسفيان، وهنَّاد، وهمام، وخالد.

## مؤلفاته ومشاريعه العلمية

للشيخ الحويني العديد من المشاريع والمؤلفات والتحقيقات، منها ما طُبع ومنها ما هو مخطوط، ومن أشهرها:
| اسم الكتاب | صورة الغلاف | وصف الكتاب | الناشر                    | سنة النشر   | رابط تحميل الكتاب |
| --- | ----------- | --- | ------------------------- | ----------- | ----------------- |
| فصل الخطاب بنقد المغني عن الحفظ والكتاب، لأبي حفص الموصلي الحنفي                                                 |             | كتاب في علم الحديث الشريف، وهو نقد لكتاب " المغني عن الحفظ والكتاب " لصاحبه ابن قدامة. فقد قام فيه بمراجعة كل باب من أبواب كتب السنة ويخرج منها ما لم يصح عنده في ذاك الباب | دار الكتب العلمية - بيروت | 1405-1985   | PDF               |
| الأربعون في ردع المجرم عن سب المسلم، للحافظ ابن حجر                                                              | -           | - | -                         | -           | -                 |
| الانشراح في آداب النكاح                                                                                          | -           | كتاب جمع آداب النكاح في نسق علمي فريد، اقتصر فيه المؤلف على وضع ما ثبت عن النبي من أحاديث معرضاً عما دون ذلك. وجل هذه الأحاديث تطرقت لموضوع العلاقة الزوجية وآداب النكاح، وواجبات الزوجة والزوج، تأديب الأطفال والعدل بينهم... وما يميز هذا الكتاب عن غيره هو أنه قد جاء موجهاً لكافة المسلمين وعلى اختلاف طبقاتهم، حيث أنه يحتوي من النصف الأعلى على المتن الأساسي للكتاب، وفيه تم سرد الآداب بنسق سهل المطالعة وذلك حتى يستفيد منه الرجل العامي أما الحاشية فتضمنت ما يؤكد على صحة الحديث الوارد في المتن مضافاً إليها من أخرج الحديث وصحته وضعفه | دار الكتاب العربي         | 1407-1987   | PDF               |
| النافلة في الأحاديث الضعيفة والباطلة                                                                             | -           | كتاب في الأحاديث الضعيفة والموضوعة | دار الصحابة للتراث        | 1408 - 1988 | PDF               |
| -كشف المخبوء بثبوت حديث التسمية عند الوضوء                                                                       | -           | - | -                         | -           | -                 |
| نهي الصحبة عن النزول بالركبة                                                                                     | -           | - | -                         | -           | -                 |
| البعث، لعبد الله بن أبي داود                                                                                     | -           | - | -                         | -           | -                 |
| الأربعون الصغرى، للبيهقي                                                                                         | -           | - | -                         | -           | -                 |
| غوث المكدود بتخريج منتقى ابن الجارود                                                                             | -           | - | -                         | -           | -                 |
| بذل الإحسان بتقريب سنن النسائي                                                                                   | -           | - | -                         | -           | -                 |
| طليعة سمط اللآلئ في الرد على محمد الغزالي                                                                        | -           | - | -                         | -           | -                 |
| كتاب الصمت وآداب اللسان، لابن أبي الدنيا                                                                         | -           | - | -                         | -           | -                 |
| فضائل فاطمة ، لابن شاهين                                                                                         | -           | - | -                         | -           | -                 |
| صحيح القصص النبوي                                                                                                | -           | 50 قصة رويت عن النبي صلى الله عليه وسلم بإسناد صحيح | مكتبة الصحابة بجدة        | 1411-1990   | PDF               |
| الأحاديث القدسية الأربعينية، لملا علي القاري                                                                     | -           | - | -                         | -           | -                 |
| جزء في تصحيح حديث القلتين والكلام على أسانيده، للحافظ العلائي                                                    | -           | - | -                         | -           | -                 |
| كتاب الزهد لأسد بن موسى                                                                                          | -           | - | -                         | -           | -                 |
| جزء فيه مجلسان من أمالي لصاحب نظام الملك أبي على الحسن بن علي                                                    | -           | - | -                         | -           | -                 |
| مسند سعد بن أبي وقاص، للبزار                                                                                     | -           | - | -                         | -           | -                 |
| رسالتان في الصلاة والسلام على النبي صَلَّى اللهُ عَلَيهِ وَسَلَّم وعقيدة أهل السنة والجماعة في الصحابة الكرام               | -           | - | -                         | -           | -                 |
| جزء فيه مجلسان من إملاء أبي عبد الرحمن النسائي                                                                   | -           | - | -                         | -           | -                 |
| جنة المرتاب بنقد المغني عن الحفظ والكتاب، لأبي حفص الموصلي الحنفي                                                | -           | - | -                         | -           | -                 |
| فضائل القرآن، لابن كثير                                                                                          | -           | - | -                         | -           | -                 |
| الديباج على صحيح مسلم بن الحجاج، للسيوطي                                                                         | -           | - | -                         | -           | -                 |
| تفسير القرآن العظيم، لابن كثير                                                                                   | -           | - | -                         | -           | -                 |
| الجزء فيه من الفوائد المنتقاة الحسان العوالي، لأبي عمرو السمرقندي                                                | -           | - | مكتبة ابن تيمية           | 1418-1997   | PDF               |
| كتاب الأمراض والكفارات والطب والرقيات، لضياء الدين المقدسي                                                       | -           | - | -                         | -           | -                 |
| تنبيه الهاجد إلى ما وقع من النظر في كتب الأماجد                                                                  | -           | - | -                         | -           | -                 |
| فتاوى أبي إسحاق الحويني المسمى إقامة الدلائل على عموم المسائل                                                    | -           | - | -                         | -           | -                 |
| الجزء فيه الثاني من حديث الوزير أبي القاسم الجراح، يشتمل على سبعة مجالس متوالية، أولها السابع، وآخرها الثالث عشر | -           | - | -                         | -           | -                 |
| الفتاوى الحديثية المسمى إسعاف اللبيث بفتاوى الحديث                                                               | -           | - | -                         | -           | -                 |
| مسند أبي عوانة                                                                                                   | -           | - | -                         | -           | -                 |
| تسلية الكظيم بتخريج أحاديث وآثار تفسير القرآن العظيم                                                             | -           | - | -                         | -           | -                 |
| تعلة المفئود بشرح المنتقى لابن الجارود                                                                           | -           | - | -                         | -           | -                 |
| جنة المستغيث بشرح علل الحديث، لابن أبي حاتم                                                                      | -           | - | -                         | -           | -                 |
| درة التاج على صحيح مسلم بن الحجاج                                                                                | -           | - | -                         | -           | -                 |
| سد الحاجة بتقريب سنن ابن ماجة                                                                                    | -           | - | -                         | -           | -                 |
| فك العاني بشرح تعليل الطبراني                                                                                    | -           | - | -                         | -           | -                 |
| العباب بتخريج قول الترمذي: وفي الباب                                                                             | -           | - | -                         | -           | -                 |
| فك الوثاق بشرح كتاب الرقاق                                                                                       | -           | - | -                         | -           | -                 |
| كنز البخيل بما ورد عن السلف من تأويل آي التنزيل                                                                  | -           | - | -                         | -           | -                 |
| نوح الهديل بشرح ما في سنن أبى داود من التذييل                                                                    | -           | - | -                         | -           | -                 |
| كسوة العاري ببيان علة الحذف عند البخاري                                                                          | -           | - | -                         | -           | -                 |
| مسند أبي هريرة                                                                                                   | -           | - | -                         | -           | -                 |
| مجَمَّة الفؤاد فيما اتفق عليه الشيخان في المتن والإسناد                                                             | -           | - | -                         | -           | -                 |
| الهدية بشرح صحيح الأحاديث القدسية                                                                                | -           | - | -                         | -           | -                 |
| نبع الأماني في ترجمة الألباني                                                                                    | -           | - | -                         | -           | -                 |
| مسامرة الفاذ بمعنى الحديث الشاذ                                                                                  | -           | - | -                         | -           | -                 |
| القول الرجيح في صلاة التسبيح                                                                                     | -           | - | -                         | -           | -                 |
| المقالات الحسان عن ليلة النصف من شعبان                                                                           | -           | - | -                         | -           | -                 |
| ما رواه أبو الزبير عن غير جابر، لأبي الأصبهاني                                                                   | -           | - | -                         | -           | -                 |
| الفجر السافر على أوهام أحمد شاكر                                                                                 | -           | - | -                         | -           | -                 |
| كشف الخفاء عما ورد في فضل عاشوراء                                                                                | -           | - | -                         | -           | -                 |
| الظل الوريف في حكم العمل بالحديث الضعيف                                                                          | -           | - | -                         | -           | -                 |

## خُطَبه ومحاضراته
- كان الحويني يُلقي خطبتين في كلِّ شهرٍ هجري، في الجمعتين الأولى والثالثة، ومحاضرة كلَّ يوم اثنين بين المغرب والعشاء، وجميعها أُقيمت في مسجد ابن تيمية بمدينة كفر الشيخ.
- حاضر في قناة الندى الفضائية التي رأسَ لجنتها العلمية، في برنامج "أصداف اللؤلؤ".
- قدَّم برنامج "فضفضة" على قناة الناس الفضائية، وهو برنامج مباشر عُرض أسبوعيًّا يوم الأربعاء.

## وفاته
تُوفي الحويني في الدوحة، مساء يوم الاثنين 17 رمضان 1446 هـ الموافق 17 مارس (آذار) 2025م، عن عمر ناهز سبعين سنةً هجرية، إثر وعكة صحِّية استدعت نقله إلى المستشفى، حيث فارق الحياة متأثِّرًا بحالته الحرجة، وأعلن نجلُه حاتم الحويني في حسابه الرسمي على "فيسبوك" نبأ الوفاة بكلمات مؤثِّرة قائلًا: «إنا لله وإنا إليه راجعون.. مات أبي»، وكان الحويني قد مرَّ بأزمة صحِّية خطيرة في الأيام الأخيرة قبل وفاته، ممَّا استدعى تدخُّلًا طبيًّا مكثفًا في محاولة لإنقاذه، إلا أن حالته تدهورت سريعًا. صلَّى عليه صلاة الجنازة الشيخ أحمد عيسى المعصراوي عقب صلاة عصر اليوم التالي الثلاثاء، في جامع الإمام محمد بن عبد الوهَّاب في الدوحة، ودُفن بمقبرة مسيمير.

## طالع أيضًا
- أحمد النقيب
- مصطفى العدوي
- محمد ناصر الدين الألباني
- محمد حسان
- محمد حسين يعقوب
- محمد إسماعيل المقدم
- محمود المصري
- قناة الندى الفضائية

## وصلات خارجية
- موقع أبو إسحاق الحويني.
- صفحته على موقع طريق الإسلام